# Mesrop Maštoc
Mesrop Maštoc (vzhodnoarmensko Մեսրոպ Մաշտոց, zahodnoarmensko Մեսրոբ Մաշտոց) (zahodnoarmensko tudi Mesrop Mašdoc), armenski menih, teolog, jezikoslovec, * 361, Hasik, Perzija (sedaj Armenija), † 17. februar 441, Valarsabad.
Najbolj je znan kot izumitelj armenske abecede, kar je bil odločilen korak pri utrjevanju Armenske Cerkve, vlade Armenskega kraljestva ter ne nazadnje pri povezovanju Armencev, ki so živeli v Armenskem kraljestvu, Bizantinskem cesarstvu in v Perzijskem imperiju.

## Življenje
Večji del življenjepisa Maštoca, sina Vartana iz družine Mamikonjan, je znan po zaslugi njegovega učenca Goriuna.
Maštoc se je rodil v Hasiku v provinci Taron in umrl v Valarsabadu.
Mesrop je bil zaradi odličnega znanja grščine, sirščine in perzijskih jezikov na dvoru Čosroesa III. imenovan za pisarja kraljevih odlokov v omenjenih jezikih, ki so se uporabljali, ker armenščina še ni imela lastne pisave. Službo na dvoru je kaj kmalu pustil in se še z nekaj somišljeniki umaknil v samostan, kjer je živel zelo asketsko in preučeval sveta besedila. V tem času je izrekel tudi redovne zaobljube. Leta 387 je bila Armenija razdeljena med Bizantinsko cesarstvo in Perzijo, kar je spodbudilo duhovščino k večji aktivnosti in zbližanju s plemstvom in navadnimi ljudmi.
Mesrop je v tem času v okrožju Golthn (dolina reke Arasa) spreobračal pogane v krščanstvo, pri čemer je imel precej težav, ker ljudje niso razumeli obstoječih besedil, največ v sirščini. Zato se je odločil, da bo zasnoval pisavo, ki bo v nasprotju s pisavami jezikov okoliških narodov, ki so se do takrat uporabljale, obsegala vse glasove armenskega jezika. Patriarh Izak in kralj Vramšapuh (ki je leta 394 nasledil brata Čosroesa III.) sta mu pri tem projektu obljubila vso podporo. Do končne oblike armenske abecede je prišel po nasvetih mezopotamskega škofa Daniela in samosatskega meniha Rufinusa. Najbolj je razširjeno mnenje, da je prilagodil grško abecedo, nekateri, npr. Lenormant, pa so prepričani, da je abecedo izpeljal iz avestanskega jezika. Za rojstno letnico te nove abecede velja leto 406, kar je pomenilo začetek armenske književnosti in preprečilo asimilacijo Armencev s sosednjimi ljudstvi. Njegova abeceda (ki so jo v 12. stoletju dopolnili z nekaj dodatnimi črkami) se uporablja še danes. Do uvedbe arabskih številk se je uporabljala tudi za zapis števil.
Mesrop je po deželi, začenši z vzhodno Armenijo, ustanavljal šole, kjer so poučevali novo abecedo. Izak je kmalu dosegel, da mu je bizantinski cesar Teodozij II. to dovolil tudi v zahodni Armeniji. Poleg tega je s prilagoditvijo abecede njihovim jezikom sodeloval tudi pri pokristjanjevanju Gruzijcev, kavkaških Albancev in Aguangkov. Svoje učence je poslal v Konstantinopel, Edeso, Antiohijo in Aleksandrijo, da bi študirali grščino in prinesli nekaj najpomembnejših del grške književnosti. Leta 411 je Izak dokončal prvi prevod Biblije, ki pa je bil nepopoln in šele leta 434, ko so iz Konstantinopla in Aleksandrije pridobili dodatne izvode, je bil dopolnjen do te mere, da ga še danes uporablja Armenska apostolska cerkev. Prevedli so tudi sklepe s prvih treh koncilov v Nikeji, Konstantinoplu in Efezu ter dela grških očetov. Kar nekaj izvirnikov slednjih besedil se je do danes izgubilo in njihovo vsebino poznamo ravno po zaslugi prevodov v armenščino.
Proti koncu 30-ih let 5. stoletja je ponovno obiskal področja, ki jih je evangeliziral, in leta 440 nasledil preminulega patriarha Izaka, vendar je umrl že pol leta zatem, najverjetneje 17. februarja, ko Armenska apostolska cerkev praznuje spomin nanj. Pokopan je v vasi Ošakan, približno 8 km jugozahodno od Aštaraka v provinci Aragacotn.

## Glasba
Napisal je tudi več liturgičnih skladb. Med skladbami, ki jih pripisujejo njemu, so: Megha Qez Ter, Voghormea indz Astvats, Ankanim Aadgi Qo in Voghormea.

## Dokumentarni filmi
- Maštoc - 1988